# GoHelp
GoHelp ist das Katastrophenmanagementprogramm der Deutschen Post DHL in strategischer Zusammenarbeit mit den Vereinten Nationen. Anlass für die Zusammenarbeit ist die wachsende Zahl von Naturkatastrophen und die damit einhergehenden logistischen Herausforderungen in den Katastrophengebieten. GoHelp ist neben GoTeach und GoGreen Teil des Corporate-Responsibility-Programms der DHL.

## Organisation und Arbeitsweise
Mit GoHelp unterstützt die Deutsche Post DHL die Vereinten Nationen durch unentgeltliche Bereitstellung der logistischen Kernkompetenz, des globalen Netzwerks und des Engagements der Mitarbeiter. Durch das umfassende Programm leistet GoHelp Hilfe in allen Phasen des Katastrophenmanagements eingeteilt in Prävention, Katastrophenhilfe und Wiederaufbau. Die Einbindung in das weltweite humanitäre System ermöglicht es der Deutschen Post DHL, im Fall einer Naturkatastrophe einen wirkungsvollen Beitrag zur Unterstützung der Betroffenen zu leisten.

## Prävention – GARD (Get Airports Ready For Disaster)
Als im Jahr 2003 ein verheerendes Erdbeben die iranische Stadt Bam erschütterte, erlebten Mitarbeiter der Deutschen Post, wie die Flughäfen in den betroffenen Regionen zu Engpässen werden können. Die großen Mengen eintreffender Hilfsgüter können meist nicht mehr bewältigt werden und der Weitertransport verzögert sich oder wird sogar unmöglich. Um diese Situationen zu vermeiden, wurde gemeinsam mit dem Entwicklungsprogramm der Vereinten Nationen (UNDP) im Jahr 2009 das Schulungsprogramm GARD ins Leben gerufen. Dies soll präventive Hilfe zur Selbsthilfe bieten. Seitdem wurde es an über 40 Flughäfen in insgesamt 17 Ländern wie zum Beispiel Nepal, Bangladesch, Indonesien, Jordanien, Libanon, den Philippinen und der Türkei durchgeführt. Zusammen wurden dadurch mehr als 800 Flughafenmitarbeiter auf den Katastrophenfall vorbereitet. Erfahrene DHL-Mitarbeiter aus dem Bereich Luftverkehr bilden diese im Rahmen mehrtägiger Workshops unentgeltlich aus. Sie zeigen dabei auf, mit welchen Maßnahmen sich die Kapazitäten im Katastrophenfall steigern lassen und wie viele Güter und Passagiere am Flughafen maximal abgefertigt werden können.

## Katastrophenhilfe – DRT (Disaster Response Teams)
In Zusammenarbeit mit dem Büro des Amtes für die Koordinierung humanitärer Angelegenheiten der Vereinten Nationen (UN OCHA) entstand ein weltweites Netz aus über 400 geschulten, ehrenamtlichen Mitarbeitern. Mit den GoHelp-Standorten in Amerika (Panama), Naher Osten/Afrika (Dubai) und Asien/Pazifik (Singapur) werden nahezu alle Gebiete abgedeckt, die häufig von Naturkatastrophen betroffen sind.
Rufen die Vereinten Nationen im Katastrophenfall die DRTs, werden Logistikexperten innerhalb von 72 Stunden zum betroffenen Flughafen geschickt. Dort führen sie unentgeltlich die logistischen Aufgaben wie Entladung von Flugzeugen sowie Lagerung und Inventuraufstellung von ankommenden Hilfsgütern durch. Die Teams sorgen dafür, dass die wichtigsten Hilfsgüter schnell ans Ziel gelangen können. Ein Einsatz kann bis zu drei Wochen dauern. Dabei sind ständig bis zu zehn Mitarbeiter vor Ort, die sich wochenweise abwechseln.

## Wiederaufbau – Hilfe durch regionale Projekte
Auch nach der Katastrophe unterstützt die Deutsche Post DHL Group ihre Mitarbeiter in den Katastrophengebieten durch regionale Projekte und finanzielle Unterstützung. Ein Beispiel für die Unterstützung solcher Projekte ist die Kooperation mit der lateinamerikanischen Nichtregierungsorganisation Un techo para mi país (Ein Dach für mein Land) seit 2010.
Darüber hinaus bietet der Hilfsfonds We Help Each Other (WHEO), der nach dem Erdbeben in Haiti 2010 gegründet wurde, Mitarbeitern von Deutsche Post DHL Group die Möglichkeit, ihre Kollegen weltweit finanziell zu unterstützen und den Betroffenen von Naturkatastrophen schnelle und unbürokratische Hilfe zukommen zu lassen.